# Andrés González Díaz
Andrés González Díaz (Bogotá, Colombia; 7 de julio de 1955) es un político y abogado colombiano.
Ha ocupado varias responsabilidades en la función pública como ministro de Justicia, Senador de la República, gobernador de Cundinamarca, y más recientemente, Embajador de Colombia ante la Organización de Estados Americanos (OEA).

## Biografía
Estudió Derecho en la Universidad Externado de Colombia, con especialización en Derecho Público,  y al poco tiempo de graduarse trabajó como asesor jurídico de la Presidencia de la República en el gobierno de Julio César Turbay Ayala (1978-1982). Llegó a ser Subsecretario General de la Presidencia y Secretario del Consejo de Ministros. En 1982, pasó a ocupar la Secretaría de Educación de Cundinamarca durante la gobernación de Julio César Sánchez y militó en el Partido Liberal. Años después viajó a Francia con su familia donde completó estudios de postgrado y recibió un Diploma de Estudios Avanzados (DEA) en ciencia política y relaciones internacionales del Instituto de Estudios Políticos de París, Sciences Po.
Regresó al país en 1988 y respaldó al exalcalde liberal Hernando Durán Dussán en la consulta popular del partido a la Presidencia de la República. Al final, la candidatura liberal la obtuvo César Gaviria, quien salió triunfador en las elecciones y fue nombrado presidente de Colombia en 1990. González formó parte del gabinete, popularmente conocido como el kínder de Gaviria, primero como viceministro de Gobierno, luego como viceministro de Relaciones Exteriores, y en 1992 asumió como Ministro de Justicia hasta el final del gobierno. Entre 1991 y 1992 fue designado Gobernador de Cundinamarca para gestionar el proceso de descentralización administrativa del departamento, producto de la  Constitución del 91. En agosto de 1994 hizo parte de la terna presentada al Congreso de la República para la nominación de procurador general de la Nación, sin embargo no resultó elegido.   
En 1997 participa por primera vez en una contienda electoral y presenta su nombre como candidato a la Gobernación de Cundinamarca en las elecciones departamentales de octubre. Con más de 275.100 obtuvo una contundente victoria ante su copartidario Camilo Sánchez Ortega, hijo del exministro  Julio César Sánchez, y se convierte así en Gobernador de Cundinamarca, por segunda vez, para el periodo 1998 – 2000. 
En 2002 decide lanzarse al congreso por el Partido Liberal y es elegido con más 67.000 votos. Logra un escaño en el Senado y respalda la candidatura presidencial de Álvaro Uribe Vélez. En 2003, viendo la necesidad de distanciarse del Partido Liberal por su oposición al gobierno de Uribe, decide fundar junto a Rafael Pardo, senador y colega en el gabinete de César Gaviria, el 'Nuevo Partido' para enfrentar las elecciones regionales de ese año. Aunque el experimento no resulta muy exitoso y el movimiento termina por disolverse, quedaron sentadas las bases que permitieron la conformación del Partido de la U dos años después.
En 2004, debido al proyecto de reelección inmediata del presidente y a la forma como se manejaron las negociaciones de paz con los grupos de autodefensa, González y Pardo deciden alejarse del gobierno nacional y entablar conversaciones para regresar al Partido Liberal. En el Congreso Nacional Liberal de mayo de 2005, en el cual el expresidente César Gaviria fue proclamado Director Nacional del partido, González se postuló como precandidato a la Presidencia de la República junto con el exministro Horacio Serpa, y los senadores Rafael Pardo y Rodrigo Rivera Salazar. La consulta popular interna se realizó en marzo de 2006 y Serpa obtuvo la victoria. González ocupó la cuarta posición detrás de Pardo y Rivera.
Al año siguiente, González se presentó nuevamente como candidato del Partido Liberal a la Gobernación de Cundinamarca en las elecciones regionales de 2007, recibiendo además el respaldo del Partido de la U y el Partido Conservador. Arrasó en los comicios del 28 de octubre venciendo al candidato de Cambio Radical Álvaro Cruz, quien fuere su Secretario de Obras Públicas en la gobernación de 1998 y su sucesor para el periodo 2001-2003. El 2 de enero de 2008 tomó posesión para un mandato de cuatro años y conformó un gabinete de primer nivel, incluyendo asesores como el General Jorge Enrique Mora, Sonia Durán de Infante y Carlos Enrique Cavelier Lozano
En marzo de 2012, El Presidente Juan Manuel Santos nombró a González como su Embajador ante la Organización de Estados Americanos. Durante su gestión logró sacar a Colombia de la 'Lista Negra' de derechos humanos de la CIDH, defendió los intereses del país ante las deportaciones ilegales de colombianos ordenadas por Nicolás Maduro en la frontera con Venezuela, denunció los ataques contra la población civil y la violación de derechos humanos por parte del régimen de Daniel Ortega en Nicaragua, y obtuvo un respaldo unánime de todos los países miembros del Consejo Permanente de la OEA alrededor de los Acuerdos de Paz en Colombia entre el gobierno del Presidente Santos y las FARC. Culminó su mandato el 15 de agosto de 2018.
Actualmente está vinculado a la Escuela de Leyes de la Universidad Americana –American University– en Washington D. C. González ha dedicado gran parte de su vida y experiencia profesional a la cátedra universitaria, especialmente en el Externado de Colombia, donde se ha desempeñado como profesor de Derecho Constitucional, Sociología e Instituciones Políticas. Durante el año 2001, también fue profesor e investigador invitado en la Escuela de Asuntos Públicos e Internacionales (SIPA) de la Universidad de Columbia en Nueva York.